# Історія міськелектротранспорту Маріуполя

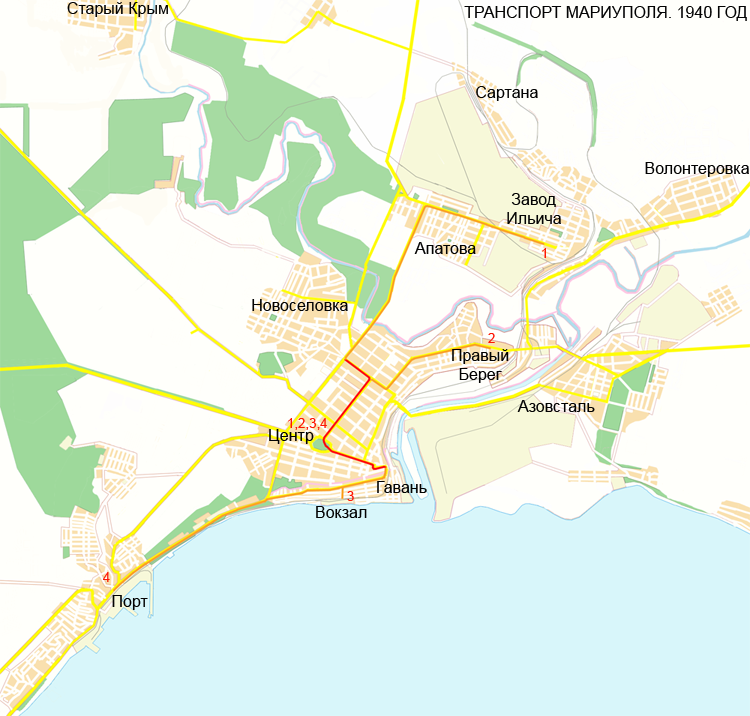
Маршрути трамвая в 1940 році

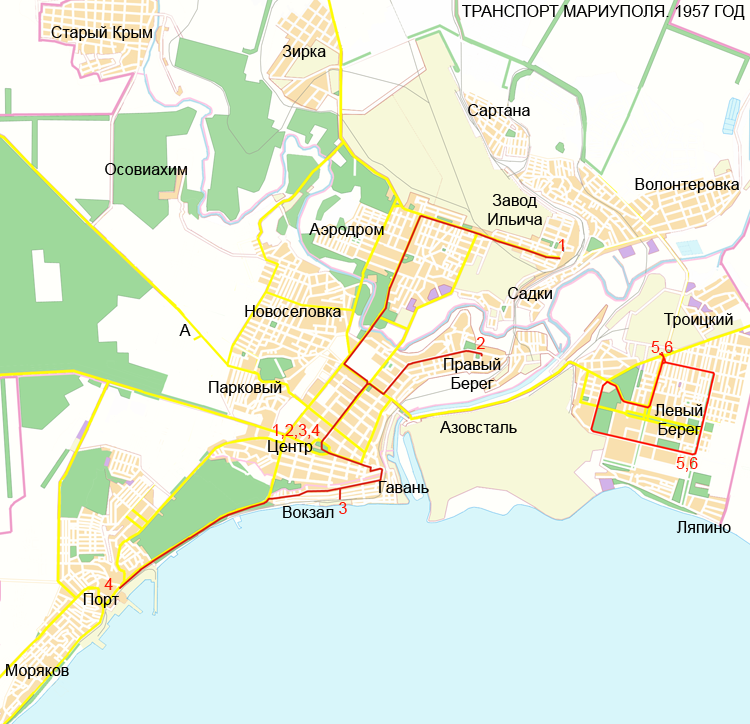
Маршрути трамвая в 1957 році

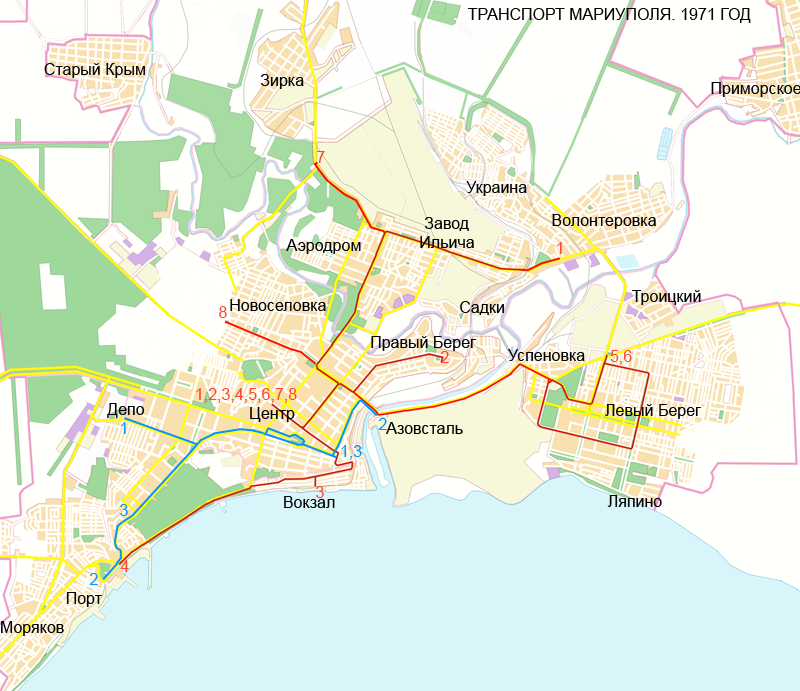
Маршрути трамвая й тролейбуса (синім) в 1971 році

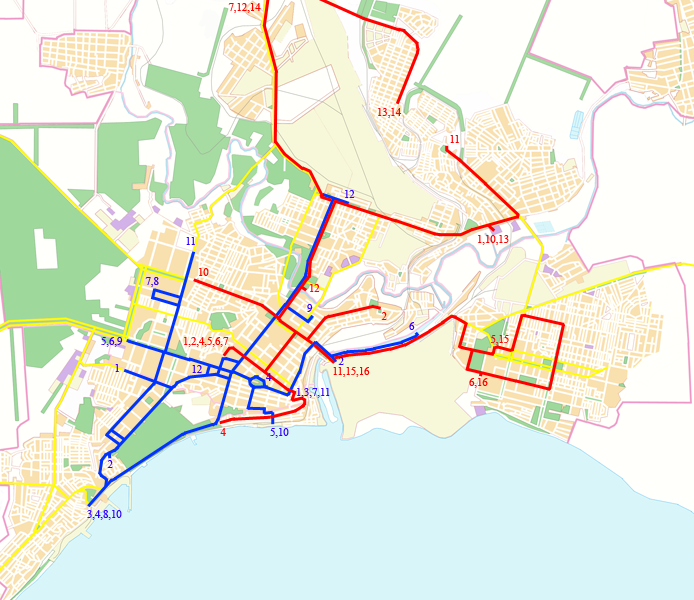
Маршрути трамвая й тролейбуса в 1978 році

У 1925 року перші автобуси почали курсувати між центром міста та віддаленими районами — портом і заводом імені Ілліча. 1 травня 1933 року була пущена перша одноколійна трамвайна лінія «Гавань Шмідта — Вулиця Франко» (тепер — проспект Металургів), що пізніше з'єднала місто із заводом імені Ілліча й портом. Ходили 8 трамвайних поїздів Х+М (до початку війни надійшли ще 12 Х, 7 М и один Київський 4-осний вагон). В 1930-х роках було 2 маршрути трамвая (до 1941 року — 4 маршрути):
1. Центр — Завод імені Ілліча;
2. Порт — Правий Берег.

10 січня 1945 був відновлений трамвайний рух на 1-му маршруті «Міський сквер — Завод імені Ілліча».
В 1964 році були з'єднані трамвайні системи «Місто» і «Лівий берег»: тепер 5-й і 6-й маршрути трамваїв ішли із центра міста в Лівобережний район (окрема кільцева трамвайна лінія існувала в районі з 1952 року). До початку 1960-х років було 6 трамвайних маршрутів:
1. Центр — Завод імені Ілліча (по вулиці Артема — нинішня вулиця Куїнджі, Івана Франка — нинішній проспект Металургів, вулиці Веселої — нинішній проспект Металургів у районі плавбасейну «Нептун», проспекту Ілліча — нинішньому Нікопольському до Іллічівського ринку, що був на 1 зупинку ближче);
2. Центр — Площа Лепсе — Правий Берег (по вулицях Артема — нинішня Куїнджі, Шевченка, Карла Маркса — нинішньої Грецької);
3. Центр — Залізничний вокзал (до середини 1950-х — проспектом Республіки, пізніше — вулицею Донбаською, площею Визволення, вул. Котовського на Слободці);
4. Центр — Порт (як продовження 3-го Приморським бульваром, який був раніше Нижнім Портовським шосе, потім Санаторним, колишнім Сталінським проспектом);
5. Кільце на Лівому Березі;
6. Кільце на Лівому Березі (у протилежну сторону).

Тривало будівництво трамвайних шляхів в Іллічівському та Лівобережному районах — так з'явилася гілка на аглофабрику, Новоселівку, Волонтерівку. У тодішньому Жданові трамвайних поїздів КТМ+КТП-2 було 104 одиниці. В 1967 році трамвайне господарство міста поповнилося першими 5-ю вагонами «Татра» Т3. Більше 30 таких вагонів ходили маршрутами міста до 1985 року. 21 квітня 1970 року на честь 100-річчя від дня народження Володимира Леніна в Маріуполі був відкритий тролейбусний рух — що уперше на сході України обслуговувалося тролейбусами «Skoda» чехословацького виробництва. Тролейбусні маршрути з'єднали центр міста із заводом «Азовсталь» і Приморським районом, а пізніше — з великими житловими масивами: «Металург», «Західний», «Кіровський». Трамвайні рейки в Приморському районі були демонтовані, замість трамваїв у порт і на залізничний вокзал стали ходити тролейбуси. В 1975 році в місті було 11 маршрутів трамвая, 10 маршрутів тролейбуса й 30 маршрутів автобуса.
В 1980-х роках уперше з'явилися тролейбуси в Іллічівському (маршрути № 12,13), Лівобережному (№ 15) районах, масиві «Західний» (№ 11,14), створені кільцеві трамвайні маршрути (№ 13,14) в Іллічівському районі. З'явилися нові машини тролейбусів «Skoda».
В 1990-х роках відбулися такі зміни в маршрутах міськелектротранспорту:
- об'єднані 7 і 15 маршрути тролейбуса в 15 (17 мікрорайон — вул. Олімпійська);
- тролейбусний маршрут 12 продовжений від провулка Нахімова до автостанції № 2;
- тролейбусний маршрут 13 продовжений від провулка Нахімова до вулиці Морських Десантників і від ПК «Іскра» до Іллічівського ринку;
- прокладено тролейбусні лінії по Олімпійської вулиці до Таганрозького шосе (маршрут № 15), по вулиці Краснофлотської від СТО «ВАЗ» до селища Кіровка (маршрут № 1);
- ліквідовано тролейбусні маршрути № 3, 7, 14;
- відновлено ліквідований у середині 1980-х роках трамвайний маршрут № 8 (вул. Казанцева — 21 мікрорайон);
- прокладено трамвайні лінії по бульвару Шевченка й вулиці Купріна до міської лікарні № 2 (маршрути № 3, 8, 10).

В 2000-х роках:
- розібрано трамвайні лінії по вулиці Грецької (Карла Маркса), у такий спосіб ліквідований трамвайний маршрут № 2;
- з'явилися нові моделі трамваїв, тролейбусів;
- з'явилися не комунальні форми використання мереж міського електротранспорту — альтернатива Маріупольському ТТУ (уперше в Україні) — концерн «Азовмаш» виконує перевезення на 12 і 15 маршрутах 5-ью машинами нових тролейбусів «Trolza».

Дивися також:
- Маршрути міського тролейбусу Маріуполя
- Маршрути міського трамваю Маріуполя